# Gran Turismo 7
Gran Turismo 7 ist ein Auto-Rennsport-Simulator, der von Sony Interactive Entertainment am 4. März 2022 erschien und von Polyphony Digital entwickelt wurde. Gran Turismo 7 ist der 8. Titel der Renn-Serie, da nach der Veröffentlichung von Gran Turismo 6 Ende 2013 mit Gran Turismo Sport im Jahr 2017 ein Ableger erschienen ist.
Das Spiel wurde zeitgleich für die PlayStation 4 und die PlayStation 5 veröffentlicht.

## Inhalt
Gran Turismo 7 beinhaltet in der aktuellen Version 539 spielbare Autos von mehr als 60 Automarken. Es sind 34 Schauplätze, die sich über den gesamten Globus erstrecken, befahrbar. Eine Erweiterung der Inhalte in Form von neuen Strecken und Autos ist mittels weiterer Online-Updates ist möglich.

## Gameplay
Anders als in seinem Vorgängern übernimmt der Spieler mehr die Rolle eines Autosammlers. Der Spieler beginnt mit einem limitierten Budget und je nach Edition einigen wenigen Autos und bekommt dann durch die Teilnahme an den über 100 Rennveranstaltungen und Events oder den Kauf von Credits (der Währung im Spiel) mehr Geld, damit er sich weitere Autos kaufen oder seine vorhandenen Fahrzeuge verbessern kann.
Das Hauptziel des Spiels ist Aufgaben abzuschließen, unter anderem bestehen diese darin eine bestimmte Rennlizenz zu erwerben, Rennserien zu gewinnen oder wie oben schon beschrieben ein bestimmtes Automodell zu erwerben. Anders als in seinem Vorgänger reicht es oft die geforderten Autos zu besitzen um eine Aufgabe abzuschließen, diese müssen nicht zwingend durch das gewinnen von Rennen erspielt werden.
Neben den Hauptaufgaben bietet das Spiel noch die weitere Möglichkeiten wie zum Beispiel den Mehrspielermodus, den Fotomodus sowie kleineren Minispielen (genannt Missionen) in denen es z. B. darum geht möglichst weit mit wenig Sprit zu fahren oder eine gewisse Anzahl an Fahrzeugen zu überholen.
Der Foto- und Mehrspielermodus wurde von Gran Turismo Sport übernommen.

## Entwicklung
Im Juli 2019 teilte Kazunori Yamauchi in einem Interview mit GTPlanet, einer Fan-Website zur Gran-Turismo-Reihe, mit, dass sich ein neues Gran Turismo in aktiver Entwicklung befinde. Am 11. Juni 2020 wurde das Spiel unter dem Titel Gran Turismo 7 mit einem Trailer offiziell angekündigt. Die Veröffentlichung des Spiels war ursprünglich für das Jahr 2021 geplant, wurde allerdings aufgrund der Auswirkungen der COVID-19-Pandemie um ein Jahr verschoben. Gran Turismo 7 wurde anschließend am 4. März 2022 für die PlayStation 4 und PlayStation 5 veröffentlicht.

## Rezeption
Gran Turismo 7 hat international gute Bewertungen erhalten. Die Rezensionsdatenbank Metacritic aggregiert auf Basis von 126 Rezensionen für die PlayStation 5 einen Gesamtwert von 87.
Michael Gründwald von PC Games lobt die große Anzahl an spielbaren Fahrzeugen und Strecken sowie die audiovisuelle Darstellung des Spiels. Weiterhin lobt Benjamin Braun von GamersGlobal den umfangreichen Mehrspielermodus, während Boris Connemann von 4Players und Ulrich Steppberger von Maniac einige Probleme des Mehrspielermodus attestieren, beispielsweise einen wackeligen Netzcode.
Mehrfach kritisiert wird ebenfalls die KI, welche auch in höheren Schwierigkeitsgraden langsam fährt und erfahrenen Spielern eine mangelnde Herausforderung bietet.

„Mit GT7 kehrt die Serie größtenteils wieder zurück zu den Wurzeln und das ist, wie sich jetzt herausstellt, gut so. Nicht nur das packende Racing hat mich von der ersten Sekunde überzeugt, sondern auch die Detailverliebtheit zwischen den Rennen.“

„Gran Turismo 7 ist tatsächlich genau das geworden, was sich Fans der Serie erhofft haben – oder zumindest was ich mir erhofft habe … als Fan der Serie. Ja, es ist nicht perfekt. Dinge wie das fehlende Schadensmodell, die stumpfe KI und die platten Umgebungen hätten nicht sein müssen. Und ja, manche Dinge wie die Music Rallye oder die Navigation durch die Menüs mittels virtuellem Mauszeiger sind mehr schrullig als „cool“. Dennoch: In meinen Augen is Gran Turismo 7 definitiv der neue Maßstab für realistische Rennspiele und vor allem ein absolutes Fest für Autofans.“